# Liste der denkmalgeschützten Objekte in Loket
Grundlage dieser Liste der denkmalgeschützten Objekte in Loket ist die ÚSKP-Liste (Ústřední seznam kulturních památek České republiky, deutsch Zentrale Liste der Kulturdenkmäler der Tschechischen Republik), die von der tschechischen Denkmalschutzbehörde NPÚ (Národní památkový ústav, deutsch Nationale Denkmalbehörde) seit 1987 geführt wird und an die seit dem Jahr 1850 geschaffenen Listen anschließt.

## Loket(Elbogen)
| Lage                                                                               | Objekt                                                                | Beschreibung | ÚSKP-Nr.                  | Bild           |
| ---------------------------------------------------------------------------------- | --------------------------------------------------------------------- | --- | ------------------------- | -------------- |
| Loket (Standort)                                                                   | Stadtbefestigungen (Městské opevnění)                                 | Stadtbefestigungen mit folgenden Einzeldenkmalen: - Schwarzer Turm, T. G. Masaryka 125/8 - ehemalige Bastion, T. G. Masaryka 129/1 - Bastion hinter den Häusern, T. G. Masaryka 88/23 und 89/25 - Robitschka-Turm (Robičská věž), Hradní 471/2 - nordwestliche Bastion                                                                                 | 18490/4-661 Info Katalog  | weitere Bilder |
| Loket, oberhalb der Eger, am Nordhang der Burg (Standort)                          | Pavillon (Altán)                                                      | Weyrother Aussicht – romantischer Pavillon über dem Fluss, errichtet im ersten Viertel des 19. Jahrhunderts an einem Wanderweg, kleines Gebäude auf sechseckigen Grundriss, das mit einem Zeltdach bedeckt ist. | 45648/4-4339 Info Katalog | weitere Bilder |
| Loket, Zámecká 66/9, 67/10, 68/11 (Standort)                                       | Burg Loket (Hrad Loket)                                               | Burg Elbogen mit folgenden Einzeldenkmale: - Zámecká 66: Flügel der unteren Bastion, nördlicher Palast, Ostflügel, Gouverneurshaus, Flügel am Turm, Turm, Brunnen, Kreuz vor dem Gouverneurshaus - Zámecká 67: Markgrafenhaus - Zámecká 68: Torhaus, Eingangstor - Festung, Park, Statue von J. W. Goethe - Befestigungen, Stützmauern und Einfriedung | 37603/4-660 Info Katalog  | weitere Bilder |
| Loket, am Eingang zur Burg Elbogen (Standort)                                      | Statue der Unbefleckten Jungfrau Maria (Socha Panny Marie Immaculaty) | Statue der Unbefleckten Jungfrau Maria | 33073/4-559 Info Katalog  | weitere Bilder |
| Loket, Zámecká 70/8 (Standort)                                                     | Zámecká 8                                                             | Stadthaus | 29970/4-4362 Info Katalog | weitere Bilder |
| Loket, Zámecká 69/7 (Standort)                                                     | Zámecká 7                                                             | Stadthaus | 14495/4-4361 Info Katalog | weitere Bilder |
| Loket, Zámecká 21/4 (Standort)                                                     | Zámecká 4                                                             | Stadthaus | 45725/4-4349 Info Katalog | weitere Bilder |
| Loket, Zámecká 20/3 (Standort)                                                     | Zámecká 3                                                             | Stadthaus | 46941/4-4348 Info Katalog | weitere Bilder |
| Loket, Zámecká 19/1 (Standort)                                                     | Zámecká 1                                                             | Bürgerhaus | 37114/4-4347 Info Katalog | weitere Bilder |
| Loket, Kostelní 13/1 (Standort)                                                    | Dekanat (Děkanství)                                                   | Dekanat | 29337/4-674 Info Katalog  | weitere Bilder |
| Loket, Kostelní 14/3 (Standort)                                                    | Pfarrkirche St. Wenzel (Kostel svatého Václava)                       | Pfarrkirche St. Wenzel | 46324/4-682 Info Katalog  | weitere Bilder |
| Loket, před kostelem (Standort)                                                    | Bildstock                                                             | Bildstock | 20338/4-683 Info Katalog  | weitere Bilder |
| Loket, Kostelní 71/5 (Standort)                                                    | Kostelní 5                                                            | Stadthaus | 26706/4-4363 Info Katalog | weitere Bilder |
| Loket, Kostelní 72/7 (Standort)                                                    | Kostelní 7                                                            | Stadthaus | 33198/4-4364 Info Katalog | weitere Bilder |
| Loket, Kostelní 73/9 (Standort)                                                    | Kostelní 9                                                            | Stadthaus | 37561/4-673 Info Katalog  | weitere Bilder |
| Loket, Kostelní 74/11 (Standort)                                                   | Kostelní 11                                                           | Bürgerhaus | 30530/4-4365 Info Katalog | weitere Bilder |
| Loket, Kostelní 75/13 (Standort)                                                   | Kostelní 13                                                           | Stadthaus | 42271/4-4366 Info Katalog | weitere Bilder |
| Loket, Kostelní 62/16 (Standort)                                                   | Kostelní 16                                                           | Stadthaus | 23965/4-672 Info Katalog  | weitere Bilder |
| Loket, Kostelní 77/17 (Standort)                                                   | Kostelní 17                                                           | Stadthaus | 32203/4-4367 Info Katalog | weitere Bilder |
| Loket, Kostelní 61/18 (Standort)                                                   | Kostelní 18                                                           | Stadthaus | 47031/4-4360 Info Katalog | weitere Bilder |
| Loket, Kostelní 80/23 (Standort)                                                   | Kostelní 23                                                           | Bürgerhaus | 33034/4-4368 Info Katalog | weitere Bilder |
| Loket, Kostelní 81/25 (Standort)                                                   | Kostelní 25                                                           | Bürgerhaus | 40273/4-4369 Info Katalog | weitere Bilder |
| Loket, Kostelní 42/34, T. G. Masaryka 42/16 (Standort)                             | Kostelní 34 – T. G. Masaryka 16                                       | Stadthaus | 32018/4-669 Info Katalog  | weitere Bilder |
| Loket, T. G. Masaryka 41 (Standort)                                                | T. G. Masaryka Nr. 41                                                 | Stadthaus – existiert nicht. | 27150/4-4359 Info Katalog | BW             |
| Loket, Krátká 59/5 (Standort)                                                      | Krátká 5                                                              | Stadthaus | 31336/4-670 Info Katalog  | weitere Bilder |
| Loket, Krátká 60/7 (Standort)                                                      | Krátká 7                                                              | Stadthaus | 37748/4-671 Info Katalog  | weitere Bilder |
| Loket, T. G. Masaryka (Standort)                                                   | Dreifaltigkeitssäule (Sousoší Nejsvětější Trojice)                    | Dreifaltigkeitssäule | 29746/4-684 Info Katalog  | weitere Bilder |
| Loket, T. G. Masaryka, gegenüber Haus Nr. 105/47 (Standort)                        | Brunnen (Kašna)                                                       | Brunnen | 26789/4-4338 Info Katalog | weitere Bilder |
| Loket, T. G. Masaryka (Standort)                                                   | Brunnen (Kašna)                                                       | Brunnen | 24980/4-685 Info Katalog  | weitere Bilder |
| Loket, T. G. Masaryka 130/3 (Standort)                                             | T. G. Masaryka 3                                                      | Stadthaus | 29688/4-4390 Info Katalog | weitere Bilder |
| Loket, T. G. Masaryka 131/5 (Standort)                                             | T. G. Masaryka 5                                                      | Stadthaus | 20111/4-4391 Info Katalog | weitere Bilder |
| Loket, T. G. Masaryka 132/7 (Standort)                                             | T. G. Masaryka 7                                                      | Stadthaus | 17948/4-4392 Info Katalog | weitere Bilder |
| Loket, T. G. Masaryka 82/11 (Standort)                                             | T. G. Masaryka 11                                                     | Stadthaus | 20053/4-675 Info Katalog  | weitere Bilder |
| Loket, T. G. Masaryka 84/15 (Standort)                                             | T. G. Masaryka 15                                                     | Stadthaus | 37891/4-720 Info Katalog  | weitere Bilder |
| Loket, T. G. Masaryka 85/17 (Standort)                                             | T. G. Masaryka 17                                                     | Stadthaus | 17931/4-4370 Info Katalog | weitere Bilder |
| Loket, T. G. Masaryka 86/19 (Standort)                                             | T. G. Masaryka 19                                                     | Stadthaus | 20134/4-4336 Info Katalog | weitere Bilder |
| Loket, T. G. Masaryka 40/20 (Standort)                                             | T. G. Masaryka 20                                                     | Stadthaus | 37452/4-4358 Info Katalog | weitere Bilder |
| Loket, T. G. Masaryka 87/21 (Standort)                                             | T. G. Masaryka 21                                                     | Stadthaus | 30577/4-4371 Info Katalog | weitere Bilder |
| Loket, T. G. Masaryka 39/22 (Standort)                                             | T. G. Masaryka 22                                                     | Stadthaus | 21317/4-4357 Info Katalog | weitere Bilder |
| Loket, T. G. Masaryka 88/23 (Standort)                                             | T. G. Masaryka 23                                                     | Stadthaus | 45760/4-4372 Info Katalog | weitere Bilder |
| Loket, T. G. Masaryka 38/24 (Standort)                                             | T. G. Masaryka 24                                                     | Stadthaus | 24340/4-4356 Info Katalog | weitere Bilder |
| Loket, T. G. Masaryka 89/25 (Standort)                                             | T. G. Masaryka 25                                                     | Stadthaus | 22283/4-4373 Info Katalog | weitere Bilder |
| Loket, T. G. Masaryka 37/26 (Standort)                                             | T. G. Masaryka 26                                                     | Stadthaus | 36712/4-4355 Info Katalog | weitere Bilder |
| Loket, T. G. Masaryka 36/28 (Standort)                                             | T. G. Masaryka 28                                                     | Stadthaus | 28943/4-4354 Info Katalog | weitere Bilder |
| Loket, T. G. Masaryka 35/30 (Standort)                                             | T. G. Masaryka 30                                                     | Stadthaus | 29861/4-4335 Info Katalog | weitere Bilder |
| Loket, T. G. Masaryka 92/31 (Standort)                                             | T. G. Masaryka 31                                                     | Stadthaus | 37989/4-676 Info Katalog  | weitere Bilder |
| Loket, T. G. Masaryka 34/32 (Standort)                                             | T. G. Masaryka 32                                                     | Stadthaus | 39753/4-4353 Info Katalog | weitere Bilder |
| Loket, T. G. Masaryka 97/37 (Standort)                                             | T. G. Masaryka 37                                                     | Stadthaus | 29747/4-4376 Info Katalog | weitere Bilder |
| Loket, T. G. Masaryka 99/39 (Standort)                                             | T. G. Masaryka 39                                                     | Stadthaus | 20064/4-4377 Info Katalog | weitere Bilder |
| Loket, T. G. Masaryka 30/40 (Standort)                                             | T. G. Masaryka 40                                                     | Bürgerhaus | 14283/4-4352 Info Katalog | weitere Bilder |
| Loket, T. G. Masaryka 101/41 (Standort)                                            | T. G. Masaryka 41                                                     | Stadthaus | 26085/4-677 Info Katalog  | weitere Bilder |
| Loket, T. G. Masaryka 29/42 (Standort)                                             | T. G. Masaryka 42                                                     | Stadthaus | 22272/4-668 Info Katalog  | weitere Bilder |
| Loket, T. G. Masaryka 102/43 (Standort)                                            | T. G. Masaryka 43                                                     | Stadthaus | 36000/4-4378 Info Katalog | weitere Bilder |
| Loket, T. G. Masaryka 103/45 (Standort)                                            | T. G. Masaryka 45                                                     | Stadthaus | 25969/4-4379 Info Katalog | weitere Bilder |
| Loket, T. G. Masaryka 105/47 (Standort)                                            | T. G. Masaryka 47                                                     | Stadthaus | 45349/4-678 Info Katalog  | weitere Bilder |
| Loket, T. G. Masaryka 25/50 (Standort)                                             | T. G. Masaryka 50                                                     | Stadthaus | 21076/4-4351 Info Katalog | weitere Bilder |
| Loket, T. G. Masaryka 108/51 (Standort)                                            | Hotel Bílý kůň                                                        | Hotel Bílý kůň | 16828/4-4380 Info Katalog | weitere Bilder |
| Loket, T. G. Masaryka 24/52 (Standort)                                             | T. G. Masaryka 52                                                     | Stadthaus | 15462/4-667 Info Katalog  | weitere Bilder |
| Loket, T. G. Masaryka 23/54 (Standort)                                             | T. G. Masaryka 54                                                     | Stadthaus | 34962/4-4350 Info Katalog | weitere Bilder |
| Loket, T. G. Masaryka 22/56 (Standort)                                             | Hotel Goethe                                                          | Stadthaus – Hotel Goethe | 30884/4-666 Info Katalog  | weitere Bilder |
| Loket, T. G. Masaryka 111/57 (Standort)                                            | T. G. Masaryka 57                                                     | Stadthaus | 39719/4-4382 Info Katalog | weitere Bilder |
| Loket, T. G. Masaryka 112/59 (Standort)                                            | T. G. Masaryka 59                                                     | Stadthaus | 25615/4-4383 Info Katalog | weitere Bilder |
| Loket, T. G. Masaryka 113/61 (Standort)                                            | T. G. Masaryka 61                                                     | Stadthaus | 23558/4-4384 Info Katalog | weitere Bilder |
| Loket, T. G. Masaryka 114/63 (Standort)                                            | T. G. Masaryka 63                                                     | Stadthaus | 27619/4-679 Info Katalog  | weitere Bilder |
| Loket, T. G. Masaryka 115/65 (Standort)                                            | T. G. Masaryka 65                                                     | Stadthaus | 14578/4-680 Info Katalog  | weitere Bilder |
| Loket, T. G. Masaryka 17/66 (Standort)                                             | T. G. Masaryka 66                                                     | Stadthaus | 45944/4-4346 Info Katalog | weitere Bilder |
| Loket, T. G. Masaryka 16/68 (Standort)                                             | T. G. Masaryka 68                                                     | Stadthaus | 40654/4-4334 Info Katalog | weitere Bilder |
| Loket, T. G. Masaryka 1/69 (Standort)                                              | Rathaus (Radnice)                                                     | Rathaus | 34200/4-663 Info Katalog  | weitere Bilder |
| Loket, T. G. Masaryka 135/70 (Standort)                                            | T. G. Masaryka 70                                                     | Stadthaus | 34722/4-4393 Info Katalog | weitere Bilder |
| Loket, T. G. Masaryka 2/71 (Standort)                                              | T. G. Masaryka 71                                                     | Stadthaus | 38722/4-4340 Info Katalog | weitere Bilder |
| Loket, T. G. Masaryka 12/72 (Standort)                                             | T. G. Masaryka 72                                                     | Stadthaus | 26693/4-4345 Info Katalog | weitere Bilder |
| Loket, T. G. Masaryka 3/73 (Standort)                                              | T. G. Masaryka 73                                                     | Stadthaus | 45534/4-4341 Info Katalog | weitere Bilder |
| Loket, T. G. Masaryka 4/75 (Standort)                                              | T. G. Masaryka 75                                                     | Bürgerhaus | 22806/4-664 Info Katalog  | weitere Bilder |
| Loket, Tyršovo náměstí 93/1 (Standort)                                             | Tyršovo náměstí 1                                                     | Mietshaus | 25707/4-4374 Info Katalog | weitere Bilder |
| Loket, Tyršovo náměstí 96/4 (Standort)                                             | Tyršovo náměstí 4                                                     | Stadthaus | 26707/4-4375 Info Katalog | weitere Bilder |
| Loket, Rooseveltova 180/2 (Standort)                                               | Annenkapelle (Kaple svaté Anny)                                       | Annenkapelle | 42008/4-686 Info Katalog  | weitere Bilder |
| Loket, Rooseveltova (Standort)                                                     | Grabstein von Dr. Glückselig                                          | Grab – Grabstein von Dr. Glückselig | 50890/4-5141 Info Katalog | weitere Bilder |
| Loket, Rooseveltova 173/1 (Standort)                                               | Rooseveltova 1                                                        | Bürgerhaus | 14062/4-4394 Info Katalog | weitere Bilder |
| Loket, Radniční 116/1 (Standort)                                                   | Radniční 1                                                            | Stadthaus | 23192/4-4385 Info Katalog | weitere Bilder |
| Loket, Radniční 117/5 (Standort)                                                   | Radniční 5                                                            | Stadthaus | 27622/4-4386 Info Katalog | weitere Bilder |
| Loket, Radniční 312/4, 313/6 (Standort)                                            | Stadthalle (Městská dvorana)                                          | Gesellschaftshaus – Stadthalle | 105511 Info Katalog       | weitere Bilder |
| Loket, Řeznická 110/2 (Standort)                                                   | Řeznická 2                                                            | Stadthaus | 12945/4-4381 Info Katalog | weitere Bilder |
| Loket, Řeznická 121/9 (Standort)                                                   | Řeznická 9                                                            | Stadthaus | 54972/4-681 Info Katalog  | weitere Bilder |
| Loket, Řeznická 120/11 (Standort)                                                  | Řeznická 11                                                           | Stadthaus | 22557/4-4389 Info Katalog | weitere Bilder |
| Loket, Řeznická 118/15 (Standort)                                                  | Řeznická 15                                                           | Stadthaus | 46910/4-4387 Info Katalog | weitere Bilder |
| Loket, Zahradní, bei der Brücke (Standort)                                         | Nepomuksäule (Socha svatého Jana Nepomuckého)                         | Statue des hl. Johannes von Nepomuk | 36661/4-688 Info Katalog  | weitere Bilder |
| Loket, Sobotova 10/2 (Standort)                                                    | Sobotova 2                                                            | Stadthaus. | 38591/4-665 Info Katalog  | weitere Bilder |
| Loket, Sobotova 5/3 (Standort)                                                     | Sobotova 3                                                            | Stadthaus. | 37387/4-4342 Info Katalog | weitere Bilder |
| Loket, Sobotova 8/6 (Standort)                                                     | Sobotova 6                                                            | Stadthaus. | 25355/4-4344 Info Katalog | weitere Bilder |
| Loket, Sobotova 7/7 (Standort)                                                     | Sobotova 7                                                            | Stadthaus. | 31275/4-4343 Info Katalog | weitere Bilder |
| Loket, bei der Brücke über die Eger, am Weg nach Staré Sedlo (Altsattl) (Standort) | Marienkapelle (Kaple Panny Marie)                                     | Marienkapelle | 51993/4-5295 Info Katalog | weitere Bilder |
| Loket, am Weg nach Staré Sedlo (Altsattl) (Standort)                               | Drei Sühnekreuze                                                      | Drei Sühnekreuze, am Grundstück Nr. 776/14, in der Nähe der Straße Nad hájovnou | 30997/4-689 Info Katalog  | weitere Bilder |
| Loket, Sportovní, gegenüber vom Haus Nr. 441/43 (Standort)                         | Nepomuksäule (Socha svatého Jana Nepomuckého)                         | Statue des hl. Johannes von Nepomuk | 28144/4-687 Info Katalog  | weitere Bilder |
| Loket, Nádražní, in der Nähe der finnischen Häuser (Standort)                      | Drei Sühnekreuze                                                      | Drei Sühnekreuze | 23888/4-690 Info Katalog  | weitere Bilder |
| Loket, Tovární, bei Haus Nr. 200/25 (Standort)                                     | Kalzinierungsofen (Kalcinační pec)                                    | Produktionsgebäude – Kalzinierungsofen (Kalkbrennofen) | 52105/4-5303 Info Katalog | weitere Bilder |
| Údolí II (Loket) (Standort)                                                        | Glockenturm (Zvonička)                                                | Glockenturm | 31432/4-4096 Info Katalog | weitere Bilder |